# 2020 au Maroc
Chronologie du Maroc
- 2016
- 2017
- 2018
- 2019
- 2020
- 2021
- 2022
- 2023
- 2024

Cet article présente les faits marquants de l'année 2020 au Maroc ou relatifs au Maroc.

## Événements
- Pandémie de Covid-19 au Maroc[1].
  - 2 mars : premier cas de COVID-19 au Maroc[2].
  - 20 mars : mise en place du confinement et de l'état d'urgence[2].
  - Juin 2020 : fin du confinement. L'état d'urgence est maintenu[2].
- Fin octobre 2020, des routiers se plaignent que des militants du Front Polisario bloquent la frontière entre le Maroc et la Mauritanie et empêchent la circulation[3].
- 13 novembre : reprise des combats au Sahara occidental dans la zone tampon du territoire et opposent le Maroc au Front Polisario. Ils n'entraînent peu de pertes significatives mais mettent fin à la trêve[3] qui durait depuis le cessez-le-feu de septembre 1991, obtenu par l'ONU[4].
- 14 novembre : le Maroc prend possession de la route reliant Guerguerat à la Mauritanie et y rétablit la circulation. La RASD annonce alors la poursuite des combats le long du mur de séparation[5].
- Depuis le 14 novembre 2020, le Front Polisario revendique des attaques quotidiennes contre les positions marocaines. Les pertes humaines de part et d'autre sont inconnues, à l'exception du décès du chef de la Gendarmerie sahraouie, Eddah el-Bendir, dans la nuit du 7 au 8 avril 2021[6]. L'International Crisis Group rapporte quant à lui, selon une source anonyme au sein de la MINURSO contactée en novembre ou décembre 2020, deux morts du côté marocain durant la première semaine de combats[7].
- 15 novembre : le Front Polisario lance une nouvelle attaque contre l'armée marocaine à Al Mahbes[8].
- Décembre 2020 : Donald Trump, président des USA, reconnaît la souveraineté du Maroc sur le Sahara[2].

## Sports
- L'Africa Eco Race 2020 est le 12e Africa Eco Race. Le départ officiel est donné à Monaco le 4 janvier 2020 en présence de SAS le Prince Albert II. La première spéciale se déroule à Tanger au Maroc le 7 janvier 2020. Les concurrents arrivent à Dakar le 19 janvier 2020.
- Les championnats d'Afrique de karaté 2020, dix-neuvième édition des championnats d'Afrique de karaté, ont lieu du 7 au 9 février 2020 à Tanger, au Maroc. Ils sont organisés par la Fédération royale marocaine de karaté & disciplines associées qui accueille également dans la salle couverte Ziaten la onzième édition des championnats juniors et la troisième des championnats cadets[9],[10],[11].

### Football
- La saison 2019-2020 de la Botola Pro1 est la 104e édition du Championnat du Maroc de football. Il s'agit de la 9e édition du championnat sous l'ère professionnelle. Le Raja CA remporte le 12e titre de championnat de son histoire.
- La saison 2020-2021 de la Botola Pro1 Inwi est la 105e édition du Championnat du Maroc de football et la 1re sous l'appellation Botola Pro1 Inwi[12]. Il s'agit de la 10e édition du championnat sous l'ère professionnelle. La saison commencera le 4 décembre 2020 et se terminera le 18 août 2021[13]. Le Wydad AC remporte le 21ème titre de championnat de son histoire.
- Le Championnat du Maroc de football de deuxième division 2019-2020 est la 64e édition du championnat du Maroc de football D2. Elle oppose 16 clubs regroupées au sein d'une poule unique où les équipes se rencontrent deux fois, à domicile et à l'extérieur. En fin de saison, les deux derniers sont relégués et remplacés par les deux premiers clubs du National, l'équivalent de la D3 au Maroc. Les deux premières places sont qualificatives à la Botola Pro 2020-2021.
- Le Championnat du Maroc de football de troisième division 2019-2020 a opposé 16 clubs regroupés au sein d'une poule unique où les équipes se rencontrent deux fois, à domicile et à l'extérieur.
- La Coupe du Trône 2019-2020 est la 64e édition de la Coupe du Trône de football.
- La Coupe du Trône 2020-2021 est la 65e édition de la Coupe du Trône de football.
- La saison 2019-2020 du Raja Club Athletic est la 71e de l'histoire du club depuis sa fondation le 20 mars 1949. Elle fait suite à la saison 2018-2019 qui a vu le Raja remporter la Coupe de la confédération et la Supercoupe de la CAF.
- La saison 2020-2021 du Raja Club Athletic est la 72e de l'histoire du club depuis sa fondation le 20 mars 1949. Elle fait suite à la saison 2019-2020 qui a vu le Raja remporter le 12e championnat de son histoire.

## Culture
- Le Départ est un film franco-marocain de court métrage réalisé par Saïd Hamich et sorti en 2020.
- Mica est un film dramatique franco-marocain réalisé par Ismaël Ferroukhi et sorti en 2020.